# Challement
Challement is een gemeente in het Franse departement Nièvre (regio Bourgogne-Franche-Comté) en telt 61 inwoners (2009). De plaats maakt deel uit van het arrondissement Clamecy.

## Geografie
De oppervlakte van Challement bedraagt 9,4 km², de bevolkingsdichtheid is 6,4 inwoners per km².
De onderstaande kaart toont de ligging van Challement met de belangrijkste infrastructuur en aangrenzende gemeenten.

## Demografie
Onderstaande figuur toont het verloop van het inwonertal (bron: INSEE-tellingen).